# Bodonos
Bodonos (Budoi), település Romániában, a Partiumban, Bihar megyében.

## Fekvése
A Réz-hegység aszfaltban gazdag ága alatt, Margittától délre fekvő település.

## Története
Bodonos nevét 1828-ban említette először oklevél Bodonos néven. 
1851-ben Bodonospatak, 1888-ban Bodonos (Bodonos-Pataka), 1913-ban Bodonos néven írták.
Bodonos szlovák telepesekkel benépesített falu, mely 1803-ban jött létre. Birtokosa a 19. század elején a Hegyi család volt.
A 20. század elején a falu mellett kőszénbányászat folyt, és aszfaltbányája is volt.
1851-ben Fényes Elek írta a településről:
Bodonospatak, a Rézhegy tövében. Van 750 római kath. lakosa; a bodonosi hegyen egy régi elpusztult templom nyomai láthatók.
1910-ben 1115 lakosából 148 magyar, 913 szlovák, 21 román volt. Ebből 1023 római katolikus, 35 református, 28 izraelita volt.

## Nevezetességek
- Római katolikus temploma - 1829-ben épült.